# Isia flavitincta
Isia flavitincta là một loài bướm đêm thuộc phân họ Arctiinae, họ Erebidae.